# George Gulack
George Gulack   (Riga, 12 de maig de 1905 - Boca Raton, 27 de juliol de 1987) va ser un gimnasta artístic letó de naixement, però estatunidenc d'adopció, que va competir durant les dècades de 1920 i 1930.
De jove, a Letònia, combinà la gimnàstica i el salt amb perxa. El 1921 guanyà el campionat letó del concurs complet de gimnàstica. El 1922 marxà als Estats Units, on se centrà en la gimnàstica i guanyà els títols d'anelles de 1929 i 1935.
El 1932 va prendre part en els Jocs Olímpics de Los Angeles, on guanyà la medalla d'or en la prova d'anelles del programa d'gimnàstica en quedar per davant William Denton i Giovanni Lattuada.
En retirar-se fou dirigent de la Federació Panamericana i de la Federació Internacional de Gimnàstica, així com jutge de gimnàstica durant més de 25 anys.